# Belterra (futebolista)
Jorge Wilson Wanghon Coelho (Belterra, na época ainda distrito do município de Santarém, 28 de outubro de 1961), mais conhecido como Belterra, é um ex-futebolista brasileiro que atuava como zagueiro, sendo considerado um dos maiores de sua posição na história do futebol do Pará, sendo um dos seis jogadores campeões paraenses pelos três grandes do Estado. Belterra venceu, na ordem, por Tuna Luso, Remo e Paysandu, destacando-se sobretudo nos dois primeiros. Foram ao todo oito títulos acumulados pelo trio, sendo seis deles seguidos. Também defendeu as principais equipes santarenas.
Chegando a ser rotulado de "Figueroa do Tapajós", Belterra era um zagueiro que conseguia impor segurança com lealdade nas jogadas, dotado de velocidade alta para a posição. Esteve no último título estadual da Tuna, em 1988; bem como em todo o pentacampeonato estadual do Remo, entre 1993 e 1997 permeado por uma invencibilidade de 33 partidas no mesmo período dos azulinos no clássico Re-Pa. O zagueiro só não esteve em uma dessas partidas, em 1993, e na última delas participou como jogador-treinador. Era um zagueiro fixo na defesa; a única vez que marcou no clássico foi justamente um gol contra.
Além dos títulos locais, Belterra, como remista, também sobressaiu-se como um dos protagonistas das melhores campanhas de um clube da Região Norte na Copa do Brasil e no Campeonato Brasileiro de Futebol, ambas encerradas na fase semifinal (respectivamente, em 1991 e em 1993), frente às equipes que terminariam campeãs. Em 2020, foi eleito oficialmente o maior zagueiro do Remo.

## Origem
Seu sobrenome Wanghon é localmente influente, sendo o ex-jogador parente de políticos de Santarém e região, incluindo Alexandre "Von" Wanghon, o prefeito santareno do mandato 2012-2016. São descendentes de uma das famílias de confederados que, após a derrota na Guerra de Secessão, emigraram dos Estados Unidos para a área. Wanghon seria uma corruptela do sobrenome Vaughan, grafia usada por Rogério Vaughan, narrador dos canais ESPN e também santareno. Posteriormente, o então distrito de Belterra e região receberiam mais imigração estadunidense, ainda estando preservadas moradias em arquitetura característica dos EUA - simbolizada na construção da Fordlândia, em investimentos do próprio Henry Ford.

## Início e Tuna Luso
O primeiro clube de Belterra foi o Náutico de Santarém, ainda como juvenil. Como adulto, foi o Flamengo de Santarém, onde esteve de 1979 a 1980. Em 1980, profissionalizou-se no São Francisco, uma das principais equipes da região. Pelo "Leão Azul de Santarém", foi tetracampeão municipal entre 1981 e 1984. Eram tempos em que os clubes santarenos não disputavam o campeonato estadual. 
Em 1985, Belterra foi novamente campeão santareno, dessa vez pelo Fluminense local, o que fez sua fama de excelente zagueiro chegar à capital Belém. Foi contratado em 1986 pela Tuna Luso, que no ano anterior havia se tornado o primeiro clube paraense campeão nacional, vencedora da segunda divisão brasileira de 1985.
Belterra conseguiu desde logo a vaga de titularidade no campeão elenco tunante. Em março de 1986, os cruzmaltinos, vencendo por 3-2 o clássico com o Remo, por 1-0 o clássico com o Paysandu e segurando o 0-0 em final reencontrando o "Leão", faturaram o primeiro turno do estadual daquele ano. O zagueiro esteve nessas duas partidas contra o Remo, que desde 1979 não vencia o torneio. Adiante, o adversário venceria o segundo turno ao vencer por 1-0 o duelo. Houve em seguida um quadrangular final a envolver também Paysandu e Sport Belém. A despeito de haver nessa fase novo triunfo da Tuna sobre o "Papão", por 2-1, Belterra e colegas terminaram com o vice-campeonato após derrota de 3-1 no derradeiro compromisso, contra o campeão Remo, já em agosto.
Adiante, a Tuna de agosto a outubro participou da primeira divisão brasileira de 1986, na última vez em que esteve na elite nacional. Belterra foi titular na modesta campanha, a 43ª de 48 clubes, com duas vitórias nas dez partidas realizadas na primeira fase, em que a "Águia do Souza" terminou eliminada no Grupo C - agrupada com Náutico, Bahia, Cruzeiro, Vasco da Gama e o finalista Guarani, dentre outros.
Em 1987, o campeão estadual daquele ano foi o Paysandu, de forma invicta - mas em confrontos parelhos contra Belterra. Os clássicos com os alviazuis encerraram-se em vitórias do adversário por 2-1 no primeiro turno e 3-2 no segundo, além de empate em 0-0 no terceiro, em agosto. Em outubro, os dois clubes se reencontraram no módulo branco do Brasileirão daquele ano, com vitória por 1-0 do clube de Belterra. As duas equipes continuaram a avançar e fizeram confronto eliminatório pela terceira fase, favorável ao adversário após um 2-2 no estádio do Remo e uma derrota de 1-0 no do Paysandu, que adiante seria vice-campeão.
A revanche diante dos alviazuis viria em 1988, com os dois clubes disputando o título estadual daquele ano até 1992: em um torneio que em campo durou de março a novembro, os cruzmaltinos foram declarados campeões após vitória por W.O. no compromisso final contra o Paysandu, que contestou nas justiças desportiva e comum a decisão da federação paraense. Somente em 1992 o título tunante seria definitivamente homologado, em campanha de uma única derrota em 25 partidas. Trata-se da última conquista estadual da Tuna, que terminou por não participar do campeonato brasileiro de 1988.
Em 1989, Belterra esteve no Ceará, obtendo o campeonato cearense daquele ano. Sem ele, a Tuna não teve um bom ano, sem concorrer a sério pelo título estadual naquele ano,  e terminando na última colocação do Grupo C da segunda divisão brasileira.  
Em 1990, a Tuna conseguiu vencer o clássico com o Remo por 1-0 no terceiro turno do estadual daquele ano, mas viu o certame ser decidido em finais entre a dupla Re-Pa, já em agosto. Os cruzmaltinos voltaram a não participar do Brasileirão e emprestaram alguns atletas ao Paysandu no segundo semestre. Dentre eles, Belterra e Ageu Sabiá, que chegou a fazer gol importante na classificação alviazul aos mata-matas da terceira divisão brasileira daquele ano.
O "Papão" terminaria adiante promovido à segunda, e como jogador do clube Belterra estreou no clássico Re-Pa. Em dezembro daquele ano, ocorreram dois clássicos amistosos pela "Taça Cândido Neiva". O zagueiro esteve em ambos, com cada um vencendo por 1-0. Três meses depois, Belterra voltava a disputar o duelo, mas já como jogador do rival Remo, pela segunda divisão brasileira de 1991.  

## Remo

### Início
A segunda divisão brasileira de 1991 foi realizada no primeiro semestre e terminou vencida pelo próprio rival Paysandu. Na mesma época, o Remo, por sua vez, também se sobressaía nacionalmente: Belterra e colegas terminaram na quarta colocação geral da Copa do Brasil daquele ano, em campanha na qual chegaram a eliminar o Vasco da Gama em pleno estádio de São Januário em 21 de março, em 1-1 que classificou os visitantes.
O "Leão" terminaria eliminado na semifinal pelo futuro campeão Criciúma. O confronto em Belém contra a equipe treinada por Luiz Felipe Scolari rendeu um público recorde na competição em jogos travados na Região Norte. A campanha semifinalista segue sendo a melhor de uma equipe dessa região no torneio. E a Tuna Luso, sem Belterra, não avançou de fase na segunda divisão, precisando disputar no ano seguinte a a terceira (onde seria campeã).
O estadual de 1991 desenrolou-se no segundo semestre. O Remo jogou com alto nível em todo o certame, conquistando-o sem maiores dissabores e de forma invicta, no que representou um tricampeonato seguido dos azulinos no torneio. Em seguida, o clube festejou em 1992 o acesso à primeira divisão, favorecido pela promoção de doze clubes em regulamento visto como que beneficente ao Grêmio.
No segundo semestre de 1992, o time de Belterra deu mostras de que também faturaria um tetracampeonato estadual, vencendo o primeiro turno com direito a duas vitórias de 1-0 no Re-Pa. Porém, o rival Paysandu devolveu no segundo turno as duas vitórias de 1-0, faturando a fase, e obteria mais duas vitórias pelo mesmo placar nas duas finalíssimas, terminando como campeão paraense de 1992. Naquele ano de 1992, o clássico foi realizado pela 600ª vez, contabilizando 207 vitórias remistas contra 194 do rival. A última vitória de 1-0 do Paysandu no estadual representou o 198º triunfo alviazul no duelo, perfazendo assim uma diferença de nove vitórias a menos. Porém, a discrepância logo se elevaria enormemente; foi a vitória final de 1-0 do adversário foi sua última antes do célebre tabu de 33 jogos que permearia a rivalidade ao longo da década de 1990.

### Penta e tabu
A invencibilidade remista começou, curiosamente, no que foi o 200º empate do Re-Pa, em 0-0 válido pelo "Torneio Pará-Ceará" em 31 de janeiro de 1993. Na partida seguinte, pela mesma competição, o rival vencia por 1-0 até discordar da marcação de um pênalti ao Remo. As reclamações viraram agressões físicas ao juiz, que expulsou dois alviazuis. Em protesto, o restante do time deixou o campo e nos tribunais o time de Belterra foi declarado vencedor por 1-0. Os confrontos seguintes foram válidos já pelo estadual daquele ano. Dali até o fim do tabu, Belterra ausentou-se somente do primeiro clássico do segundo turno, vencido por 1-0.
Em paralelo, o "Leão" terminou campeão paraense invicto em 1993. Em sua volta à elite do Campeonato Brasileiro de Futebol, o clube reforçou-se com alguns jogadores emprestados pela Tuna Luso, dentre eles Ageu Sabiá e a revelação Giovanni, além de veteranos renomados nacionalmente, como o ex-vascaíno Mauricinho e o lateral reserva da seleção brasileira na Copa do Mundo FIFA de 1986, Edson Boaro, em um elenco que já contava com um veterano astro similar no ex-corintianos Biro-Biro.
Em meio aos medalhões, Belterra foi um dos destaques de prestígio local na melhor campanha de um clube da Região Norte do Brasil na elite brasileira. O "Leão" conseguiu avançar da fase de grupos obtendo na última rodada a segunda vaga, disputada justamente com o rival Paysandu. Adiante, superou no mata-mata a Portuguesa de Dener em dois árduos confrontos (vitória de 5-2 após estar vencendo por 3-0 e derrota de 2-0) e assim classificou-se ao quadrangular-semifinal, liderado pelo futuro campeão Palmeiras. A boa campanha terminou manchada na época após derrota de 8-2 para o Guarani do jovem Djalminha, mas com o tempo o dissabor foi substituído pelo orgulho do oitavo lugar geral.
No primeiro semestre de 1994, o tabu diante do rival ampliou-se primeiramente em nova edição do "Torneio Pará-Ceará", em vitórias por 1-0 e 4-3 com Ageu e Giovanni defendendo o Paysandu. Adiante, o Remo perdeu apenas uma partida das 28 que realizou pelo estadual daquele ano, nenhuma para o maior rival - que venceu o segundo turno com um empate em 2-2 no Re-Pa. Na finalíssima, ocorreu primeiramente um empate em 1-1 seguido de triunfo remista por 2-0. O título também serviu para o "Leão" se reigular ao arquirrival em número de títulos paraenses, com ambos acumulando 34 cada um.
A boa campanha nacional anterior e os títulos e vitórias seguidas locais fizeram Belterra declarar confiança à Placar antes do Brasileirão de 1994: "dentro de casa, vamos jogar para ganhar. Fora, lutaremos por um empate (...).  Somos respeitados no Campeonato Brasileiro. E devemos manter essa tradição. Não queremos disputar a repescagem e, quem sabe, chegaremos novamente entre os oito melhores do país". Porém, a despeito de uma goleada de 5-1 fora de casa sobre o Cruzeiro, o "Leão" não passou do penúltimo lugar em seu grupo e na colocação geral, terminando rebaixado, não voltando mais a disputar a elite desde então.
Apesar do rebaixamento ao passo que o arquirrival manteve-se na elite, o Remo recobrou domínio estadual em 1995, ganhando o campeonato paraense daquele ano com doze vitórias em quatorze jogos - incluindo os dois Re-Pas, ambos por 1-0 com gols do artilheiro Luís Müller. Assim, o "Leão" também isolou-se como maior campeão do Pará. Naquele ano, o tabu se manteve por mais dois jogos, pela "Taça Yamada", em empate em 0-0 e vitória de 1-0.
O domínio no clássico foi reforçado no primeiro realizado em 1996, vencido por 4-0 já pelo estadual daquele ano, novamente vencido por Belterra e o Remo. Em uma das partidas, o Re-Pa teve apenas 39 minutos de duração: estava em 1-1 quando a inversão de uma falta revoltou os adversários. Belterra tentou segurar o treinador de goleiros do rival e foi levado ao chão, causando uma briga generalizada que terminou com abandono de campo por parte dos alviazuis. Nos tribunais, o resultado foi alterado para vitória remista por 1-0. Foi a segunda vitória azulina por W.O. naquele tabu.
Além dos triunfos locais, o Remo também fez boas campanhas nacionais. Na Copa do Brasil de 1996, esteve bastante próximo de eliminar o Corinthians, classificado no Mangueirão somente após um inesperado gol-contra nos instantes finais. Na segunda divisão de 1996, o time foi eliminado nas quartas-de-final, após disputa de pênaltis com o Londrina. A campanha prolongou o tabu no Re-Pa em dois jogos, com vitória por 3-2 e empate em 1-1, nas quais em ambas o rival começara vencendo.
Em 1997, o tabu ampliou-se primeiramente em triangular seletivo à Copa Norte daquele ano. O "Leão" venceu por 4-2  e adiante chegou à final da competição, cujo título também fornecia vaga à Copa Conmebol de 1997. Porém, foi surpreendentemente derrotado em casa pelos acrianos do Rio Branco por 2-1, resultado que rendeu a demissão do treinador azulino Fernando Oliveira. Seu cargo foi ocupado de forma improvisada em dupla por Belterra e o volante Agnaldo. Três dias depois, ocorreu o Re-Pa que decidiu o primeiro turno do estadual daquele ano. O rival vencia por 1-0 até os 35 minutos do segundo tempo. A dupla de jogadores-treinadores então promoveu a entrada de três atacantes reservas - Marcelo Papi, Zé Raimundo e Luís Carlos Apeú em complemento aos titulares Ageu Sabiá e Edil. A aposta em um quinteto ofensivo funcionou e o clube conseguiu virar a partida para 3-1, em clássico dos mais lembrados da rivalidade - também por ser o último do tabu de 33 jogos.
Ainda pelo estadual de 1997, o Paysandu derrubou o tabu, vencendo o clássico regular do segundo turno. Porém, não conseguiu impedir nova derrota posterior (de 1-0) no clássico pela última rodada do pentagonal decisivo daquele turno, que valeu o pentacampeonato ao Remo, sequência então inédita no profissionalismo paraense. Na segunda divisão brasileira de 1997, porém, o clube lutou contra o rebaixamento, salvando-se por dois pontos em seu grupo enquanto os rivais Paysandu e Tuna Luso puderam avançar aos mata-matas.
Em 2020, uma eleição oficial promovida pelo Remo entre torcedores escolheu Belterra para o time dos sonhos do clube. Recebeu 62% dos votos para as duas vagas de zagueiro, concorrendo com Pagani (o outro eleito), Dutra e Chico Monte Alegre.

## Paysandu e final da carreira
Na pré-temporada remista de 1998 no município de Castanhal, Belterra, irritado com atrasos salariais, rescindiu contrato com o Remo, já ameaçando negociar com o rival Paysandu. A negociação terminou concretizada, em contexto no qual os dirigentes alviazuis uniram-se para superar anos de descrédito esportivo e financeiro, em presidência marcada por cada membro da diretoria se responsabilizar pelo salário de um jogador. As novas práticas estimularam uma campanha campeã invicta em 1998, com direito a vitória de virada por 3-1 no Re-Pa na final. Belterra foi titular na campanha, conseguindo ainda antes do estadual vencer também clássico válido pelo seletivo à Copa Norte daquele ano. Foi a 200ª vitória alviazul sobre o Remo.
O título pelo Paysandu foi o sexto seguido do zagueiro no campeonato paraense e o oitavo no total. Além disso, Belterra ali entrou para o pequeno grupo de jogadores campeões pelos três principais clubes do Pará, junto de Abel (entre 1960 e 1970), Marinho, Mesquita (ambos entre 1970 e meados da década de 1980) e Juranir (segunda metade da década de 1980), depois acompanhados em 2000 por Dema (colega de Belterra na Tuna Luso em 1988 e no Remo ao longo da década de 1990). Belterra também foi pela sexta vez seguida eleito o melhor zagueiro do campeonato.
Em 1999, Belterra seguiu no Paysandu no primeiro semestre, jogando todos os Re-Pas do estadual daquele ano. Inicialmente, o "Papão" deu a impressão de que obteria o bicampeonato seguido, vencendo o primeiro turno após seguir invicto em quatro clássicos nessa fase: vitória de 3-1, empate em 0-0 e vitórias de 2-0 e 2-1. O clube acumulava 40 jogos de invencibilidade pela competição até ser derrotado exatamente pelo rival já no segundo turno, por 1-0. Na partida seguinte, o Remo derrotou o São Raimundo e obteve o segundo turno, forçando uma série melhor-de-três. Na primeira delas, o rival venceu de virada por 2-1 com Belterra marcando gol contra, o último ponto da partida.
O gol contra foi justamente o único gol assinalado pelo zagueiro na história dos Re-Pas. Ele e o Paysandu reverteram na segunda partida, em que a vitória de virada por 2-1 foi alviazul. Mas na terceira o Remo venceu por 1-0 e terminou campeão.
O zagueiro seguiu carreira no segundo semestre regressando à Tuna Luso para a disputa da segunda divisão brasileira, em que os cruzmaltinos foram reforçados também com Edil Highlander e Zé Augusto, dentre outros. Apesar dos nomes afamados, os tunantes fizeram péssima campanha e ao fim terminaram rebaixados em goleada de 5-1 para o Goiás na última rodada.
Em 2000, Belterra disputou o estadual daquele ano pelo Tiradentes. O pequeno "Tigre da PM" terminou tendo duelas marcantes com a dupla principal. Com Belterra em campo, conseguiu empatar em 2-2 na Curuzu contra o campeão Paysandu e venceu o Remo por 3-1, partida que tumultuaria o campeonato: o resultado rebaixaria o "Leão" em pleno estadual. Os azulinos, contudo, contestaram a regularidade da escalação do adversário Leandrinho, autor de um dos gols. Em grau de recurso, conseguiram por 5 votos a 4 recuperar os pontos perdidos. Ao fim, a Federação Paraense de Futebol optou por ampliar o triangular final para um pentagonal e cancelar os rebaixamentos.
Em 2001, Belterra voltou a Santarém para defender o São Raimundo. A "Pantera" não fez uma boa campanha, chegando a ser goleada por 6-0 pelo campeão Paysandu em pleno Estádio Colosso do Tapajós, mesmo com Belterra em campo. Os alvinegros somaram apenas oito pontos em nove jogos, terminando em penúltimo. O zagueiro decidiu parar de jogar ao fim da temporada.

## Após parar
Belterra optou por afastar do futebol, algo que já vinha premeditando: "foi uma decisão que eu havia tomado mesmo antes de encerrar a carreira de jogador. Nunca foi um objetivo meu ser treinador, que é um trabalho ainda mais desgastante que o de jogador. Também nunca quis ser empresário de jogadores ou dirigente de clube. Na verdade, o que eu sempre quis era poder voltar para Santarém e ter mais tempo para dedicar a minha família. E, graças a Deus, foi o que eu fiz. Hoje em dia, o mais próximo que chego do futebol é dirigir uma escolhinha".
Em 2008, candidatou-se nas eleições municipais daquele ano ao cargo de vereador do município de Belterra, onde residia, através do PMDB.
Em 2016, foi um dos condutores da chama olímpica das Olimpíadas do Rio de Janeiro no desfile dela por Santarém. 

## Títulos
São Francisco
- Campeonato Santareno: 1981, 1982, 1983 e 1984

Fluminense de Santarém
- Campeonato Santareno: 1985

Tuna Luso
- Campeonato Paraense: 1988

Ceará
- Campeonato Cearense: 1989

Remo
- Campeonato Paraense de Futebol: 1991,  1993,  1994, 1995, 1996 e 1997

Paysandu
- Campeonato Paraense de Futebol: 1998